# Obóz zbiorczy w Zambrowie
Obóz zbiorczy w Zambrowie – obóz zbiorczy dla ludności żydowskiej utworzony przez Niemców w listopadzie 1942 roku w Zambrowie na terenie byłych koszar Wojska Polskiego. Zlikwidowany w połowie stycznia 1943.

## Opis
Obóz został założony ze związku z decyzją o likwidacji gett w poszczególnych miejscowościach byłego województwa białostockiego i rozpoczęciem akcji Reinhardt w ramach tzw. ostatecznego rozwiązania kwestii żydowskiej (niem. Endlösung der Judenfrage).
Początkowo był tu obóz dla jeńców radzieckich (zginęło w obozie ok. 12 000 jeńców), a pod koniec wojny obóz dla jeńców z armii sojuszniczych III Rzeszy (m.in. Włochów) – stalag 130.
Do obozu zwożeni byli Żydzi m.in. z Czyżewa, Jedwabnego, Kobylina, Kupisk, Kołaków, Łomży, Śniadowa, Wysokiego Mazowieckiego, Zambrowa. Według różnych szacunków, przez obóz w Zambrowie przeszło od trzynastu do dwudziestu tysięcy więźniów. Następnie dokonywano selekcji i organizowano transporty do niemieckich nazistowskich obozów zagłady – Treblinki i Auschwitz. Warunki w obozie były straszne. Ludzie umierali z głodu, zimna, chorób, jak również Niemcy dokonywali doraźnych egzekucji. Śmiertelność wynosiła około 100 osób dziennie, głównie wśród dzieci i starców. Żydzi chorowali na tyfus i dyzenterię.
W połowie stycznia 1943 rozpoczęła się likwidacja obozu. Więźniów ładowano na wozy konne i systematycznie wywożono na stację w Czyżewie, a następnie do niemieckich nazistowskich obozów zagłady. Część z transportowanych zmarła już w trakcie transportu w wyniku zamarznięcia w wagonach bydlęcych.
W tym czasie w samym obozie Niemcy zamordowali około ośmiuset osób – głównie starszych i chorych.